# Imbabura (provincie)
Imbabura is een provincie in het noorden van Ecuador. De hoofdstad van de provincie is Ibarra. 
De provincie heeft een oppervlakte van 4.615 km². Naar schatting zijn er 463.957 inwoners in 2018. De provincie bevat een gelijknamige vulkaan Imbabura met een hoogte van 4.609 meter. Imbabura wordt ook wel "merenprovincie" of "de blauwe provincie" genoemd, vanwege haar talrijke natuurlijke meren.

## Kantons
De provincie Imbabura is in zes kantons verdeeld. Achter elk kanton wordt de hoofdplaats genoemd.
| Nr. | Kanton                | Inwoners | Oppervlakte | Hoofdplaats | Inwoners |
| --- | --------------------- | -------- | ----------- | ----------- | -------- |
| 1   | Antonio Ante          | 53.771   | 81 km²      | Atuntaqui   | 25.115   |
| 2   | Cotacachi             | 53.001   | 1.726 km²   | Cotacachi   | 10.526   |
| 3   | Ibarra                | 217.469  | 1.093 km²   | Ibarra      | 157.941  |
| 4   | Otavalo               | 114.303  | 500 km²     | Otavalo     | 41.718   |
| 5   | Pimampiro             | 13.366   | 437 km²     | Pimampiro   | 5.848    |
| 6   | San Miguel de Urcuquí | 17.969   | 779 km²     | Urcuquí     | 4.480    |

| Detailkaart |
| ----------- |
|             |
| Kantons     |